# Шептало
Шепта́ло — часть ударно-спускового механизма огнестрельного оружия, удерживающая курок или ударник на боевом или предохранительном взводе.
Для производства выстрела шептало выводится из зацепления с боевым взводом, и курок (ударник) начинает двигаться под действием боевой пружины.
В документации разных образцов оружия шепталом может называться отдельная деталь (пистолет Стечкина) или удерживающий выступ на другой детали, например, спусковом крючке (револьвер Нагана обр. 1895 г.).
Действующий в Российской Федерации — России ГОСТ 28653—90 определяет шептало как отдельную деталь спускового механизма.

Действие типичного куркового УСМ.
Для производства выстрела шептало выводится из зацепления с боевым взводом, и курок (ударник) начинает двигаться под действием боевой пружины.
Browning M1903 (Вариант «Хускварна» m/1907) Механизм закрыт, и оружие готово к стрельбе. 6. Ударник 7. Курок 8. Шептало 9. Боевая пружина.
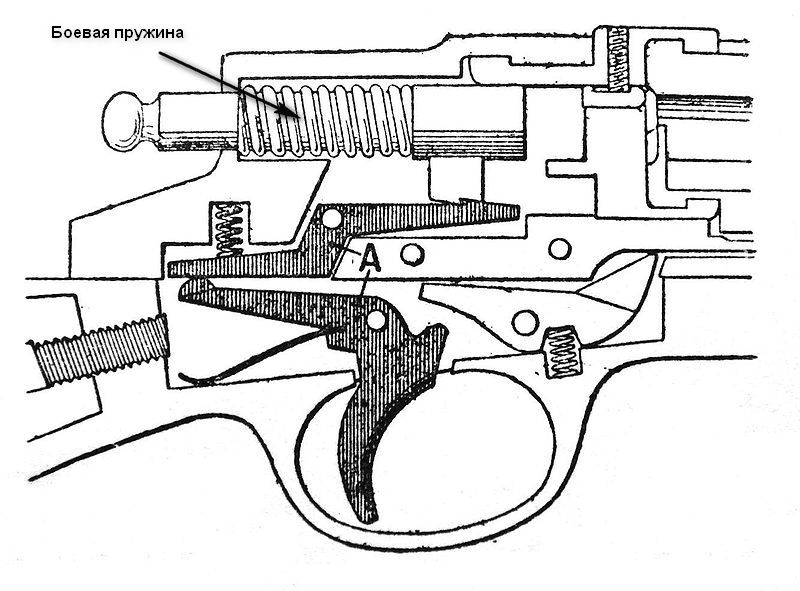
Шептало (А)
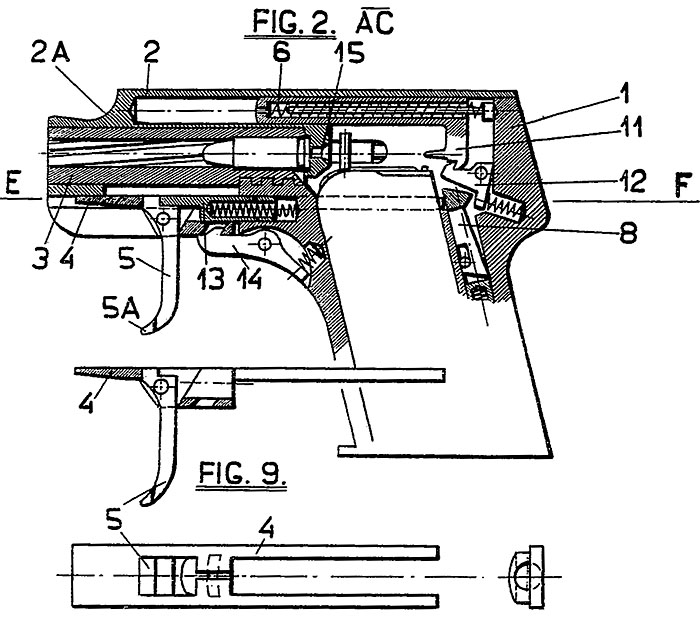
Пистолет «Збройовка Прага Модель 21» (Zbrojovka Praga Model 21). Бескурковая система Вацлава Холека. Чертеж патента: 8 — рычаг шептала, 11 — ударник, 12 — шептало, 14 — спусковой механизм.
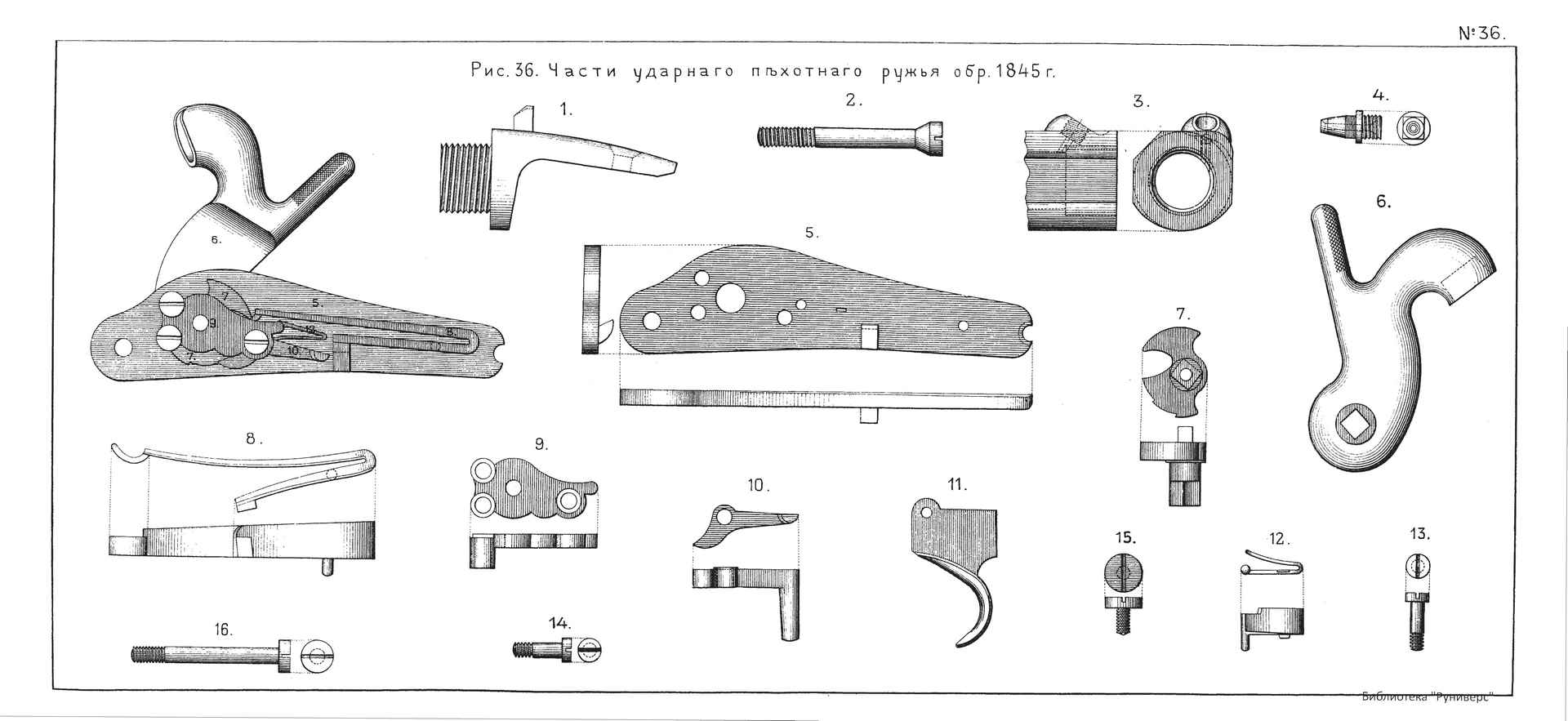
Детали пехотного ружья образца 1845 года. 10: «спуск» (спусковой рычаг) с шепталом, 5:замочная доска.
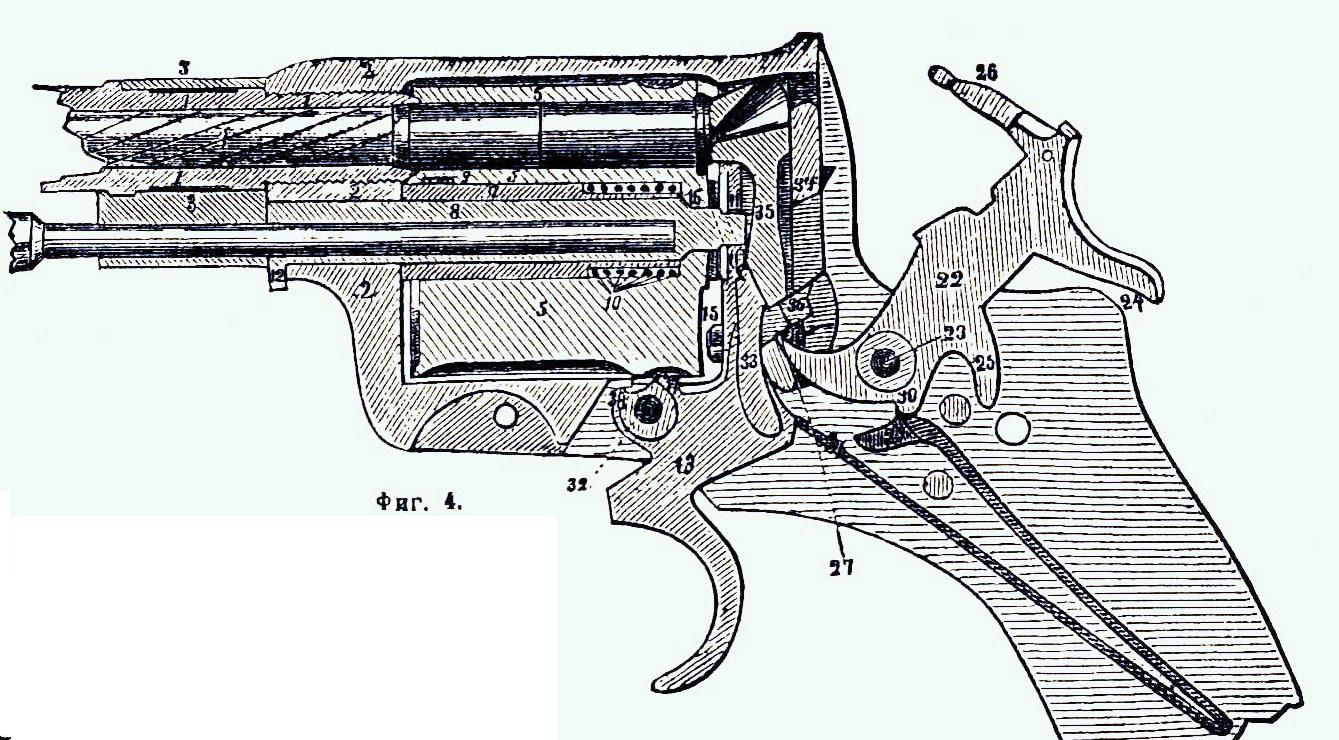
Схема ударно-спускового механизма револьвера «Наган». Курок изображён на боевом взводе.

- Browning M1903
(Вариант «Хускварна» m/1907)
Механизм закрыт, и оружие готово к стрельбе.
6. Ударник
7. Курок
8. Шептало
9. Боевая пружина.
- Шептало (А)
- Пистолет «Збройовка Прага Модель 21» (Zbrojovka Praga Model 21). Бескурковая система Вацлава Холека. Чертеж патента: 8 — рычаг шептала, 11 — ударник, 12 — шептало, 14 — спусковой механизм.
- Детали пехотного ружья образца 1845 года. 10: «спуск» (спусковой рычаг) с шепталом, 5:замочная доска.
- Схема ударно-спускового механизма револьвера «Наган». Курок изображён на боевом взводе.

## История
Деталь, выполняющую функцию шептала, применялась в древнекитайских арбалетах.